# Vollerup Station
Vollerup Station er en tidligere station i Vollerup på Als. Oprindeligt havde stationen kun tre spor, men blev i 1917 udvidet til fire spor. Stationsbygningen var, som så mange andre på strækningen, egentlig en kro indrettet med ventesal og billetsalg.
54°55′25.81″N 9°51′18.13″Ø / 54.9238361°N 9.8550361°Ø